# Tribal Tech (álbum)
Tribal Tech es el cuarto álbum de estudio del grupo de Jazz Fusión "Tribal Tech". Fue producido por Scott Henderson, Gary Willis, David Goldblatt y Peter R. Kelsey y publicado por "Relativity Records" en 1991. A su vez, el álbum fue grabado entre noviembre y diciembre de 1990 e incluye temas como "Formula One", "Signal Path", "Peru" y "Wasteland". "Tribal Tech" llegó al puesto 12 en la lista de álbumes de Jazz Contemporáneo en 1991.

## Canciones
1. "Signal Path" (Scott Henderson) - 6:29.
2. "Big Girl Blues" (Scott Henderson) - 6:15.
3. "Dense Dance" (Gary Willis) - 4:51.
4. "Got Tuh B" (Gary Willis) - 6:43.
5. "Peru" (Scott Henderson) - 7:23.
6. "Elvis at The Hop" (Scott Henderson) - 4:34.
7. "The Necessary Blonde" (Gary Willis) - 6:52.
8. "Fight The Giant" (David Goldblatt) - 4:05.
9. "Sub Aqua" (Scott Henderson) - 5:30.
10. "Formula One" (Scott Henderson) - 4:44.
11. "Wasteland" (Gary Willis) - 8:03.

## Músicos
- Scott Henderson: Guitarras y sintetizador de guitarra.
- Gary Willis: Bajo y sintetizadores.
- David Goldblatt: Teclados.
- Joey Heredia: Batería.
- Brad Dutz: Percusión.